# Udo Bullmann
Udo Bullmann (ur. 8 czerwca 1956 w Gießen) – niemiecki polityk i nauczyciel akademicki, poseł do Parlamentu Europejskiego V, VI, VII, VIII, IX i X kadencji.

## Życiorys
Studiował m.in. politologię i socjologię, a także ekonomię i prawo publiczne. Tytuł zawodowy magistra nauk politycznych uzyskał w 1982, w 1988 został doktorem nauk społecznych. Od 1984 do 1999 był pracownikiem naukowym na Uniwersytecie w Gießen. Wykładał też m.in. na uczelni w Glasgow.
Wstąpił do Socjaldemokratycznej Partii Niemiec. Do 1991 zasiadał we władzach socjaldemokratycznej młodzieżówki Jusos, przewodnicząc jej strukturom w powiecie Gießen i następnie w Hesji.
W 1999 z listy SPD uzyskał mandat deputowanego do Parlamentu Europejskiego. W wyborach w 2004, 2009, 2014, 2019 i 2024 z powodzeniem ubiegał się o reelekcję. W marcu 2018 został nowym przewodniczącym frakcji Postępowego Sojuszu Socjalistów i Demokratów w VIII kadencji PE. Sprawował tę funkcję do czerwca 2019, gdy w nowej kadencji PE zastąpiła go Iratxe García Pérez.